# Padiglione Kwan Kung
Il padiglione Kwan Kung (關公忠義亭T, Guāngōng zhōngyì tíngP) è un tempio buddhista sull'isola di Cheung Chau a Hong Kong. Venne costruito nel 1973, ed è dedicato al dio della guerra e del benessere Kwan Tai (traslitterato anche come Guan Yu o Kwan Kung). La sua spada è chiamata Kwan Dou e si trova anch'essa nel padiglione Kwan Kung.
Il tempio contiene una statua di Kwan Tai realizzata da un unico pezzo di canforo. Un bruciatore di incenso con due dragoni è situato di fronte al padiglione.